# Superficie di Steiner

Animazione della superficie romana

La superficie di Steiner, scoperta dal matematico svizzero Jakob Steiner, è un'immersione auto-intersecante del piano proiettivo reale nello spazio 3-dimensionale, con un inusuale alto grado di simmetria. Questa applicazione non è un'immersione del piano proiettivo; comunque, la figura risultante dalla rimozione di sei punti singolari lo è.
La costruzione più semplice è l'immagine di una sfera centrata nell'origine sotto l'azione della funzione {\displaystyle f(x,y,z)=(yz,xz,xy)}. Ciò conduce alla formula implicita:
{\displaystyle x^{2}y^{2}+y^{2}z^{2}+z^{2}x^{2}-r^{2}xyz=0.\,}
Inoltre, parametrizzando la sfera in termini di longitudine ({\displaystyle \theta }) e latitudine ({\displaystyle \phi }), si ottengono le seguenti equazioni parametriche per la superficie romana:
{\displaystyle x=r^{2}\cos(\theta )\cos(\phi )\sin(\phi )}
{\displaystyle y=r^{2}\sin(\theta )\cos(\phi )\sin(\phi )}
{\displaystyle z=r^{2}\cos(\theta )\sin(\theta )\cos ^{2}(\phi )}
L'origine è un punto triplo, e ognuno dei piani {\displaystyle xy}, {\displaystyle yz}, {\displaystyle xz} è tangente alla superficie in questo punto. Gli altri siti dell'auto-intersezione sono punti doppi, che definiscono segmenti lungo ciascun asse coordinato e terminano in sei punti di schiacciamento. Il gruppo di simmetria della superficie è quello del tetraedro. Più in particolare, sono proiezioni lineari di una immersione in uno spazio a 5 dimensioni, detta superficie di Veronese, che è l'immagine di una sfera regolare centrata nell'origine.
Esistono {\displaystyle 10} tipi di superficie di Steiner (classificate da Coffman, Schwartz e Stanton) fra le quali la cross cap e la superficie romana di Steiner, così chiamata poiché Steiner la scoprì durante il suo soggiorno a Roma nel 1836.
Una superficie di Steiner è un polinomio quadratico {\displaystyle \,p_{i}=Au^{2}+Buv+Cv^{2}+Du+Ev+F} {\displaystyle (i=0,1,2,3)} nelle variabili {\displaystyle u,v} dato superficie nello spazio tridimensionale::
{\displaystyle \,(x,y,z)=\left({\frac {p_{1}}{p_{0}}},{\frac {p_{2}}{p_{0}}},{\frac {p_{3}}{p_{0}}}\right)}
Costruzione: dato lo spazio proiettivo reale, si considerino le coordinate omogenee {\displaystyle \,(u_{0},u_{1},u_{2})} nello spazio proiettivo 5-dimensionale, con le coordinate omogenee:
{\displaystyle (u_{0}^{2},u_{1}^{2},u_{2}^{2},u_{1}u_{2},u_{0}u_{2},u_{0}u_{1})}

## Derivazione della formula implicita
Per semplicità considereremo solo il caso per {\displaystyle r=1}. Si tracci la sfera individuata dai tre punti  {\displaystyle (x,y,z)} tali che
{\displaystyle x^{2}+y^{2}+z^{2}=1,\,}
Applichiamo ora a questi punti la trasformazione {\displaystyle T}, dove {\displaystyle T(x,y,z)=(yz,zx,xy)=(U,V,W),\,}.
In questo modo, otteniamo che
{\displaystyle {\begin{aligned}U^{2}V^{2}+V^{2}W^{2}+W^{2}U^{2}&=z^{2}x^{2}y^{4}+x^{2}y^{2}z^{4}+y^{2}z^{2}x^{4}=(x^{2}+y^{2}+z^{2})(x^{2}y^{2}z^{2})\\[8pt]&=(1)(x^{2}y^{2}z^{2})=(xy)(yz)(zx)=UVW,\end{aligned}}}
e perciò {\displaystyle U^{2}V^{2}+V^{2}W^{2}+W^{2}U^{2}-UVW=0\,}, che è la tesi voluta.

## Derivazione delle equazioni parametriche
La superficie romana è data da:
{\displaystyle (p_{0},p_{1},p_{2},p_{3})=(u_{0}^{2}+u_{1}^{2}+u_{2}^{2},u_{1}u_{2},u_{0}u_{2},u_{0}u_{1})}
In coordinate affini abbiamo:
{\displaystyle \,x^{2}y^{2}+x^{2}z^{2}+y^{2}z^{2}-xyz=0}
Altre parametrizzazioni dell'equazione sono dati da:
{\displaystyle x={\frac {s}{1+s^{2}+t^{3}}}}
{\displaystyle y={\frac {s\cdot t}{1+s^{2}+t^{3}}}}
{\displaystyle z={\frac {t}{1+s^{2}+t^{3}}},}
Si consideri ora una sfera di raggio {\displaystyle r}, longitudine {\displaystyle \phi }, e latitudine {\displaystyle \theta }. Allora le sue equazioni parametriche sono
{\displaystyle x=r\,\cos \theta \,\cos \phi ,}
{\displaystyle y=r\,\cos \theta \,\sin \phi ,}
{\displaystyle z=r\,\sin \theta .}
Ora, applicando la trasformazione {\displaystyle T} a tutti i punti di questa sfera otteniamo
{\displaystyle x'=yz=r^{2}\,\cos \theta \,\sin \theta \,\sin \phi ,}
{\displaystyle y'=zx=r^{2}\,\cos \theta \,\sin \theta \,\cos \phi ,}
{\displaystyle z'=xy=r^{2}\,\cos ^{2}\theta \,\cos \phi \,\sin \phi ,}
che sono i punti della Superficie di Steiner. Sia  {\displaystyle \phi } compreso tra {\displaystyle 0} e {\displaystyle 2\pi }, e  {\displaystyle \theta } variabile tra {\displaystyle 0} e {\displaystyle {\frac {\pi }{2}}}.
Ciò risulta dalla parametrizzazione della sfera unitaria
{\displaystyle (x,y,z)=(\cos(u)\cos(v),\sin(u)\cos(v),\sin(v))}
sotto la trasformazione {\displaystyle (x,y,z)\mapsto (xy,yz,xz)=(\cos(u)\sin(u){\cos(v)}^{2},\sin(u)\cos(v)\sin(v),\cos(u)\cos(v)\sin(v)).}
Il cross-cap è dato da:
{\displaystyle (p_{0},p_{1},p_{2},p_{3})=(u_{0}^{2}+u_{1}^{2}+u_{2}^{2},u_{1}u_{2},2u_{0}u_{1},u_{0}^{2}-u_{1}^{2})}
In coordinate affini:
{\displaystyle \,4x^{2}(x^{2}+y^{2}+z^{2}+z)+y^{2}(y^{2}+z^{2}-1)=0}

## Relazione col piano proiettivo reale
La sfera, prima di essere trasformata, non è omeomorfa col piano proiettivo reale {\displaystyle RP^{2}}, mentre la sfera centrata sull'origine possiede questa proprietà: vale a dire che, se i punti {\displaystyle (x,y,z)} appartengono alla sfera, allora anche i punti antipodàli {\displaystyle (-x,-y,-z)} appartengono alla medesima sfera, ma le due triplette di punti sono differenti e sono situati su lati opposti rispetto al centro della sfera. 
La trasformazione {\displaystyle T} converte le due triplette di punti antipodali, nel solito punto,
{\displaystyle T:(x,y,z)\rightarrow (yz,zx,xy),}
{\displaystyle T:(-x,-y,-z)\rightarrow ((-y)(-z),(-z)(-x),(-x)(-y))=(yz,zx,xy).}